# (4466) Abai
(4466) Abai es un asteroide perteneciente al cinturón de asteroides, descubierto el 23 de septiembre de 1971 por el equipo del Observatorio Astrofísico de Crimea desde el Observatorio Astrofísico de Crimea (República de Crimea).

## Designación y nombre
Designado provisionalmente como 1971 SX1. Fue nombrado Abai en homenaje al poeta kazajo y filósofo Abay Kunanbayuli traductor de obras de la literatura rusa.

## Características orbitales
Abai está situado a una distancia media del Sol de 2,941 ua, pudiendo alejarse hasta 3,042 ua y acercarse hasta 2,840 ua. Su excentricidad es 0,034 y la inclinación orbital 2,104 grados. Emplea 1842 días en completar una órbita alrededor del Sol.

## Características físicas
La magnitud absoluta de Abai es 12,2. Tiene 11,146 km de diámetro y su albedo se estima en 0,187.